# World RX de Suecia 2020
El World RX de Suecia 2020, oficialmente Swecon World RX of Sweden fue la primera y segunda prueba de la Temporada 2020 del Campeonato Mundial de Rallycross. Se celebró el fin de semana del 22 al 23 de agosto de 2020 en el Höljesbanan ubicado en la localidad de Höljes, Värmland, Suecia.
Debido a la Pandemia de Coronavirus, varias rondas del campeonato fueron canceladas, por esa razón los organizadores del campeonato propusieron la idea de una segunda ronda en un mismo evento, el World RX de Suecia fue una de la rondas escogidas para tener una ronda extra.
La primera ronda fue ganada por el local Johan Kristoffersson quien consiguió la vigesimoprimera victoria de su carrera a bordó de su Volkswagen Polo R, fue acompañado en el podio por su compatriota Mattias Ekström y por el alemán Timo Scheider quien consiguió el primer podio en la categoría.
La segunda ronda fue ganada por el también local Mattias Ekström quien consiguió la undécima victoria de su carrera a bordó de su Audi S1, fue acompañado en el podio por sus compatriotas Kevin Hansen y Johan Kristoffersson.

## Supercar

### Ronda 1

#### Series
| Pos.                                                                     | No. | Piloto               | Equipo                          | Auto                | Q1  | Q2  | Q3  | Pts |
| ------------------------------------------------------------------------ | --- | -------------------- | ------------------------------- | ------------------- | --- | --- | --- | --- |
| 1                                                                        | 3   | Johan Kristoffersson | Kristoffersson Motorsport       | Volkswagen Polo R   | 1º  | 6º  | 1º  | 16  |
| 2                                                                        | 5   | Mattias Ekström      | KYB Team JC                     | Audi S1             | 2º  | 1º  | 8º  | 15  |
| 3                                                                        | 92  | Anton Marklund       | GCK Bilstein                    | Renault Mégane R.S. | 5º  | 2º  | 4º  | 14  |
| 4                                                                        | 1   | Timmy Hansen         | Team Hansen                     | Peugeot 208         | 8º  | 5º  | 2º  | 13  |
| 5                                                                        | 4   | Robin Larsson        | KYB Team JC                     | Audi S1             | 3º  | 4º  | 7º  | 12  |
| 6                                                                        | 9   | Kevin Hansen         | Team Hansen                     | Peugeot 208         | 6º  | 7º  | 3º  | 11  |
| 7                                                                        | 68  | Niclas Grönholm      | GRX Taneco Team                 | Hyundai i20         | 10º | 3º  | 6º  | 10  |
| 8                                                                        | 44  | Timo Scheider        | ALL-INKL.COM Münnich Motorsport | SEAT Ibiza          | 4º  | 8º  | 11º | 9   |
| 9                                                                        | 123 | Krisztián Szabó      | GRX Set                         | Hyundai i20         | 9º  | 11º | 5º  | 8   |
| 10                                                                       | 93  | Sebastian Eriksson   | Olsberg MSE                     | Honda Civic         | 7º  | 9º  | 9º  | 7   |
| 11                                                                       | 14  | Rokas Baciuška       | Unkorrupted                     | Renault Clio R.S.   | 12º | 10º | 13º | 6   |
| 12                                                                       | 7   | Timur Timerzyanov    | GRX Taneco Team                 | Hyundai i20         | DNF | 12º | 10º | 5   |
| 13                                                                       | 13  | Andreas Bakkerud     | Monster Energy GCK RX Cartel    | Renault Mégane R.S. | 14º | 14º | 12º | 4   |
| 14                                                                       | 77  | René Münnich         | ALL-INKL.COM Münnich Motorsport | SEAT Ibiza          | 13º | 13º | DNF | 3   |
| 15                                                                       | 11  | Jani Paasonen        | Ferratum Team                   | Ford Fiesta         | 15º | 15º | 15º | 2   |
| 16                                                                       | 36  | Guerlain Chicherit   | Unkorrupted                     | Renault Clio R.S.   | 16º | 16º | 14º | 1   |
| 17                                                                       | 33  | Liam Doran           | Monster Energy GCK RX Cartel    | Renault Mégane R.S. | 11º | DNS | DNS |     |
| Reporte Oficial Archivado el 2 de septiembre de 2020 en Wayback Machine. |     |                      |                                 |                     |     |     |     |     |

#### Semifinales
Semifinal 1
| Pos.                                                                     | No. | Piloto               | Equipo                    | Tiempo     | Pts |
| ------------------------------------------------------------------------ | --- | -------------------- | ------------------------- | ---------- | --- |
| 1                                                                        | 3   | Johan Kristoffersson | Kristoffersson Motorsport | 04:29.379  | 6   |
| 2                                                                        | 68  | Niclas Grönholm      | GRX Taneco Team           | +0.492     | 5   |
| 3                                                                        | 92  | Anton Marklund       | GCK Bilstein              | +6.902     | 4   |
| 4                                                                        | 4   | Robin Larsson        | KYB Team JC               | +7.341     | 3   |
| 5                                                                        | 123 | Krisztián Szabó      | GRX Set                   | +7.361     | 2   |
| 6                                                                        | 14  | Rokas Baciuška       | Unkorrupted               | +3 vueltas | 1   |
| Reporte Oficial Archivado el 2 de septiembre de 2020 en Wayback Machine. |     |                      |                           |            |     |

Semifinal 2
| Pos.                                                                     | No. | Piloto             | Equipo                          | Tiempo    | Pts |
| ------------------------------------------------------------------------ | --- | ------------------ | ------------------------------- | --------- | --- |
| 1                                                                        | 5   | Mattias Ekström    | KYB Team JC                     | 04:29.361 | 6   |
| 2                                                                        | 1   | Timmy Hansen       | Team Hansen                     | +0.896    | 5   |
| 3                                                                        | 44  | Timo Scheider      | ALL-INKL.COM Münnich Motorsport | +4.699    | 4   |
| 4                                                                        | 93  | Sebastian Eriksson | Olsberg MSE                     | +5.243    | 3   |
| 5                                                                        | 9   | Kevin Hansen       | Team Hansen                     | +6.485    | 2   |
| 6                                                                        | 7   | Timur Timerzyanov  | GRX Taneco Team                 | +6.620    | 1   |
| Reporte Oficial Archivado el 2 de septiembre de 2020 en Wayback Machine. |     |                    |                                 |           |     |

#### Final
| Pos.                                                                     | No. | Piloto               | Equipo                          | Tiempo     | Pts |
| ------------------------------------------------------------------------ | --- | -------------------- | ------------------------------- | ---------- | --- |
| 1                                                                        | 3   | Johan Kristoffersson | Kristoffersson Motorsport       | 05:05.943  | 8   |
| 2                                                                        | 5   | Mattias Ekström      | KYB Team JC                     | +4.201     | 5   |
| 3                                                                        | 44  | Timo Scheider        | ALL-INKL.COM Münnich Motorsport | +17.755    | 4   |
| 4                                                                        | 68  | Niclas Grönholm      | GRX Taneco Team                 | +19.419    | 3   |
| 5                                                                        | 92  | Anton Marklund       | GCK Bilstein                    | +38.135    | 2   |
| 6                                                                        | 1   | Timmy Hansen         | Team Hansen                     | +3 vueltas | 1   |
| Reporte Oficial Archivado el 2 de septiembre de 2020 en Wayback Machine. |     |                      |                                 |            |     |

### Ronda 2

#### Series
| Pos.                                                                     | No. | Piloto               | Equipo                          | Auto                | Q1  | Q2  | Q3  | Pts |
| ------------------------------------------------------------------------ | --- | -------------------- | ------------------------------- | ------------------- | --- | --- | --- | --- |
| 1                                                                        | 3   | Johan Kristoffersson | Kristoffersson Motorsport       | Volkswagen Polo R   | 1º  | 2º  | 1º  | 16  |
| 2                                                                        | 5   | Mattias Ekström      | KYB Team JC                     | Audi S1             | 2º  | 1º  | 3º  | 15  |
| 3                                                                        | 13  | Andreas Bakkerud     | Monster Energy GCK RX Cartel    | Renault Mégane R.S. | 4º  | 6º  | 2º  | 14  |
| 4                                                                        | 4   | Robin Larsson        | KYB Team JC                     | Audi S1             | 3º  | 5º  | 4º  | 13  |
| 5                                                                        | 9   | Kevin Hansen         | Team Hansen                     | Peugeot 208         | 5º  | 3º  | 5º  | 12  |
| 6                                                                        | 123 | Krisztián Szabó      | GRX Set                         | Hyundai i20         | 10º | 7º  | 6º  | 11  |
| 7                                                                        | 92  | Anton Marklund       | GCK Bilstein                    | Renault Mégane R.S. | 12º | 4º  | 7º  | 10  |
| 8                                                                        | 44  | Timo Scheider        | ALL-INKL.COM Münnich Motorsport | SEAT Ibiza          | 6º  | 10º | 9º  | 9   |
| 9                                                                        | 1   | Timmy Hansen         | Team Hansen                     | Peugeot 208         | 13º | 9º  | 8º  | 8   |
| 10                                                                       | 68  | Niclas Grönholm      | GRX Taneco Team                 | Hyundai i20         | 7º  | 12º | 11º | 7   |
| 11                                                                       | 7   | Timur Timerzyanov    | GRX Taneco Team                 | Hyundai i20         | 8º  | 8º  | 16º | 6   |
| 12                                                                       | 77  | René Münnich         | ALL-INKL.COM Münnich Motorsport | SEAT Ibiza          | 14º | 13º | 10º | 5   |
| 13                                                                       | 36  | Guerlain Chicherit   | Unkorrupted                     | Renault Clio R.S.   | 11º | 14º | 13º | 4   |
| 14                                                                       | 14  | Rokas Baciuška       | Unkorrupted                     | Renault Clio R.S.   | 16º | 11º | 12º | 3   |
| 15                                                                       | 93  | Sebastian Eriksson   | Olsberg MSE                     | Honda Civic         | 9º  | 16º | 15º | 2   |
| 16                                                                       | 11  | Jani Paasonen        | Ferratum Team                   | Ford Fiesta         | 15º | 15º | 14º | 1   |
| 17                                                                       | 33  | Liam Doran           | Monster Energy GCK RX Cartel    | Renault Mégane R.S. | 17º | DNF | DNF |     |
| Reporte Oficial Archivado el 3 de septiembre de 2020 en Wayback Machine. |     |                      |                                 |                     |     |     |     |     |

#### Semifinales
Semifinal 1
| Pos.                                                                     | No. | Piloto               | Equipo                       | Tiempo        | Pts |
| ------------------------------------------------------------------------ | --- | -------------------- | ---------------------------- | ------------- | --- |
| 1                                                                        | 3   | Johan Kristoffersson | Kristoffersson Motorsport    | 04:29.694     | 6   |
| 2                                                                        | 9   | Kevin Hansen         | Team Hansen                  | +1.812        | 5   |
| 3                                                                        | 13  | Andreas Bakkerud     | Monster Energy GCK RX Cartel | +8.318        | 4   |
| 4                                                                        | 7   | Timur Timerzyanov    | GRX Taneco Team              | +8.525        | 3   |
| 5                                                                        | 92  | Anton Marklund       | GCK Bilstein                 | +10.166       | 2   |
| 6                                                                        | 1   | Timmy Hansen         | Team Hansen                  | Descalificado | 0   |
| Reporte Oficial Archivado el 3 de septiembre de 2020 en Wayback Machine. |     |                      |                              |               |     |

Semifinal 2
| Pos.                                                                     | No. | Piloto          | Equipo                          | Tiempo     | Pts |
| ------------------------------------------------------------------------ | --- | --------------- | ------------------------------- | ---------- | --- |
| 1                                                                        | 4   | Robin Larsson   | KYB Team JC                     | 04:32.380  | 6   |
| 2                                                                        | 5   | Mattias Ekström | KYB Team JC                     | +0.760     | 5   |
| 3                                                                        | 44  | Timo Scheider   | ALL-INKL.COM Münnich Motorsport | +2.021     | 4   |
| 4                                                                        | 68  | Niclas Grönholm | GRX Taneco Team                 | +2.517     | 3   |
| 5                                                                        | 123 | Krisztián Szabó | GRX Set                         | +7.273     | 2   |
| 6                                                                        | 77  | René Münnich    | ALL-INKL.COM Münnich Motorsport | +5 vueltas | 1   |
| Reporte Oficial Archivado el 3 de septiembre de 2020 en Wayback Machine. |     |                 |                                 |            |     |

#### Final
| Pos.                                                                     | No. | Piloto               | Equipo                          | Tiempo    | Pts |
| ------------------------------------------------------------------------ | --- | -------------------- | ------------------------------- | --------- | --- |
| 1                                                                        | 5   | Mattias Ekström      | KYB Team JC                     | 04:28.907 | 8   |
| 2                                                                        | 9   | Kevin Hansen         | Team Hansen                     | +3.029    | 5   |
| 3                                                                        | 3   | Johan Kristoffersson | Kristoffersson Motorsport       | +5.194    | 4   |
| 4                                                                        | 44  | Timo Scheider        | ALL-INKL.COM Münnich Motorsport | +9.615    | 3   |
| 5                                                                        | 4   | Robin Larsson        | KYB Team JC                     | +10.583   | 2   |
| 6                                                                        | 13  | Andreas Bakkerud     | Monster Energy GCK RX Cartel    | +31.949   | 1   |
| Reporte Oficial Archivado el 3 de septiembre de 2020 en Wayback Machine. |     |                      |                                 |           |     |

## Projekt E

### Series
| Pos.                                                                     | No. | Piloto           | Equipo                   | Auto            | Q1 | Q2 | Q3  | Q4 | Pts |
| ------------------------------------------------------------------------ | --- | ---------------- | ------------------------ | --------------- | -- | -- | --- | -- | --- |
| 1                                                                        | 43  | Ken Block        | Hoonigan Racing Division | Ford Fiesta ERX | 1º | 2º | 1º  | 1º | 16  |
| 2                                                                        | 21  | Hermann Neubauer | Ford Österreich          | Ford Fiesta ERX | 3º | 1º | 2º  | 3º | 15  |
| 3                                                                        | 41  | Natalie Barratt  | Rallytechnology          | Ford Fiesta ERX | 2º | 3º | DNF | 2º | 14  |
| Reporte Oficial Archivado el 2 de septiembre de 2020 en Wayback Machine. |     |                  |                          |                 |    |    |     |    |     |

### Final
| Pos.                                                                     | No. | Piloto           | Equipo                   | Tiempo    | Pts |
| ------------------------------------------------------------------------ | --- | ---------------- | ------------------------ | --------- | --- |
| 1                                                                        | 43  | Ken Block        | Hoonigan Racing Division | 04:50.414 | 8   |
| 2                                                                        | 41  | Natalie Barratt  | Rallytechnology          | +15.296   | 5   |
| 3                                                                        | 21  | Hermann Neubauer | Ford Österreich          | +26.125   | 4   |
| Reporte Oficial Archivado el 2 de septiembre de 2020 en Wayback Machine. |     |                  |                          |           |     |

## Campeonatos tras la prueba
| Pos | Piloto               | Pts | Dif |
| --- | -------------------- | --- | --- |
| 1   | Johan Kristoffersson | 56  |     |
| 2   | Mattias Ekström      | 54  | +2  |
| 3   | Robin Larsson        | 36  | +20 |
| 4   | Kevin Hansen         | 35  | +21 |
| 5   | Timo Scheider        | 33  | +23 |

| Pos | Piloto           | Pts | Dif |
| --- | ---------------- | --- | --- |
| 1   | Ken Block        | 24  |     |
| 2   | Natalie Barratt  | 19  | +5  |
| 3   | Hermann Neubauer | 19  | +5  |

- Nota: Solamente se incluyen las cinco posiciones principales.